# Свети Николай Евпраксиин
„Свети Николай Евпраксиин“ (на гръцки: Άγιος Νικόλαος Μοναχής Ευπραξίας, Агиос Николаос Монахис Евпраксияс) е средновековна православна църква в град Костур (Кастория), Егейска Македония, Гърция.

## Местоположение
Храмът е разположен в центъра на Костурския полуостров, на ъгъла на улиците „Вориос Ипирос“ и „Тесалия“. Традиционно храмът принадлежи към старата енория „Свети Безсребреници Гимназиални“.

## История
Храмът има ктиторски надпис над западния вход, който е единствен исторически източник за нея. Според надписа църквата е възстановена в 1485/1486 от монахинята Евпраксия.
| „ | ΑΝΕΚΕΝΗCΤΗ ΚΑΙ ΑΝΙCΤΟΡΗΘΗ Ο ΘΕΙΟC ΚΑΙ ΠΑΝCΕΠΤΟC ΝΑΟC ΟΥΤΟC ΤΟΥ ΕΝ ΑΓΟΙC ΠΑΤΡΟC ΗΜΩΝ ΑΡΧΙΕΡΑΡΧΟΥ ΚΑΙ ΘΑΥΜΑΤΟΥΡΓΟΥ ΝΙΚΟΛΑΟΥ ΔΙΑ CΥΝΔΡΟΜΗC ΚΟΠΟΥ ΚΑΙ ΕΞΟΔΟΥ ΤΗC ΤΙΜΙΑC α ΜΟΝΑΧΗC ΕΥΠΡΑΞΙΑC ΕΤΟΥC ζηδ ΙΝΔ. ιδ. | “ |

В 1924 година църквата е обявена за паметник на културата.

## Архитектура
Храмът е малка еднокорабна църква с вход от запад. На източната стена има малка апсида и протезисна ниша. Входът на храма е бил на южната стена на наоса. По-късно е добавен издължен нартекс от южната и западната страна, като старият вход на църквата, под ктиторския надпис, е преустроен в прозорец, входът е преместен от запад, а западната стена на първоначалната църква е разрушена. Съдейки по скосяването в горната част на стенописните рамки на източната стена, постройката не е била засводена.

## Стенописи
Запазените в църквата стенописи – на северната, източната и западната стена, с много добро качество и не са често срещани като иконография. Стенописите са от края на XV век.
Стенописната програма е традиционната за малките еднокорабни църкви от периода. В апсидата е Богородица с Младенеца и Поклонение на жертвата със Свети Йоан Златоуст и Свети Василий Велики. На източната стена е Възнесение Христово и Убрус, както и композицията Благовещение от двете страни на апсидата. В протезиса е изписан Свети Стефан. В наоса в горната зона са Великите празници – Рождество Христово, Сретение и Възкресение Лазарево на южната стена, и Влизане в Йерусалим, Разпятие Христово и Слизане в ада на северната стена. В долната зона са светците Григорий Богослов, Кирил Александрийски, Козма, Николай, Дамян на южната и Теодор Тирон, Димитър, Георги, Дейсис с Христос Цар на царете и Праведен Съдия и Богородица Царица, Видението на Петър Александрийски на северната стена. Въведени са нови елементи от ежедневния живот и се усеща влияние от италианския реализъм при предаването на пространството и лицата.
Програмата показва иконографски специфики, типични за Костурската художествена школа от XV - XVI век - изобразяването на Христос Цар на царете и Богородица Царица в Дейсиса, както и на светците войни в благородническо облекло, ветрилообразна облегалка на трона на Богородица от Благовещение, детайлно разработените второстепенни персонажи в Рождество Христово, представянето на свитък с литургичен текст и на ада като чудовище във Видението на Свети Петър Александрийски.
В нартекса близо до входа са запазени стенописи от първата половина на XVII век.

### Идентификация на зографското ателие
Църквата е част от произведенията на така наречения „главен майстор“ на водещото ателие на Костурската художествена школа през 80-те и 90-те години на XV век. Ателието работи изключително интензивно главно в продължение на около 4 години през 80-те години на века и става основа за развитието на различни зографски тайфи, работили в различни части на Балканския полуостров до към края на 30-те години на XVI век. Произведения на това ателие са стенописите в католикона на манастира „Преображение Господне“, Метеора (1483), част от живописта в католикона „Успение Богородично“ на манастира Трескавец (1483/1484) и в „Свети Никита“ при скопското село Чучер (1483/1484), както и фрагментите в църквата „Св. св. Петър и Павел“ в Либаново (1485) и тези от разрушената църква „Свети Спиридон“ в Костур (края на XV век).
- Стенописи от 1485/1486 г.
- Светци войни
- Светци
- Богородица и Христос
- Богородица от Благовещението